# Roxana Maracineanu
Roxana Maracineanu (pronunciació romanesa: rokˈsana mərət͡ʃiˈne̯anu, 7 de maig de 1975) és una francesa nascuda a romania - ex nedadora d'esquena que és ministra de Joventut i Esports de França del 4 de setembre de 2018 al 20 de maig de 2022. Va guanyar la medalla de plata en els 200 m. esquena als Jocs Olímpics d'Estiu de 2000 a Sydney, Austràlia i és la primera campiona mundial de natació francesa (1998).
Marăcineanu va ser nomenada ministra delegada d'Esports per Emmanuel Macron al govern de Philippe el 4 de setembre de 2018. Manté el càrrec en el Govern Jean Castex (6 de juliol de 2020).

## Família i infància
Nascuda a Bucarest, Romania, va practicar gimnàstica de petita. El seu pare, gràcies a un contracte de cooperant, va anar a treballar a Algèria, emportant-se la seva família. Després poden anar a França el 1984 on demanen asil per fugir del règim de Ceauşescu. A Blois, en un centre d'acollida, aprèn francès, després va a l'escola secundària del col·legi Jean Macé de Mülhausen. Es va nacionalitzar francesa el 1991 amb 16 anys.
Es va graduar a ESCP Europe el 2005 i té un màster en anglès i alemany.

## Carrera esportiva
Representant la natació olímpica de Mulhouse, l'entrenador del qual és Lionel Horter, va guanyar el seu primer títol francès en 100 metres i 200 metres el 1991 als campionats d'estiu.
A Sevilla, als Campionats europeus de 1997, va ser batuda per l'alemanya Antje Buschschulte en els 100 metres esquena i va quedar tercera en els 200 metres esquena, darrere les alemanyes Cathleen Rund i Antje Buschschulte.
Als Campionat del Món de natació de 1998 a Perth, va començar la competiciœ amb un sisè lloc en els 100 m esquena, que va guanyar Lea Maurer. Abans de la final de 200 metres, el seu entrenador Lionel Horter li assegura que guanyarà la cursa de 150 metres. Primera davant de l'alemanya Dagmar Hase, es converteix en la primera campiona francesa de natació.
L'octubre de 2004, va anuncia que finalitza la seva carrera esportiva, dos mesos després que Laure Manaudou triomfi en els 400 m als Jocs Olímpics d'Atenes. El 1998 la campiona mundial clarament inspirat l'estrella nova de natació francesa: hi hagi enviat una carta al seu ídol com a nen.

## Consultora esportiva i altres activitats

### Consultora
Al març del 2007, als Campionat del Món de natació de 2007 de Melbourne, és consultora de France Télévisions al costat d'Alexandre Boyon i Michel Rousseau i de L'Équipe 21. Des dels Jocs Olímpics d'Estiu de 2008 a Pequín, ha tornat a ser consultora del grup públic i d'Europe 1. Renova aquesta col·laboració per als Campionats del Món 2009 a Roma, el Campionat del Món de natació en piscina curta de 2010 a Dubai, els Campionat d'Europa de natació de 2010 a Budapest, als Jocs Olímpics d'Estiu de 2012 de Londres.
Als Campionat d'Europa de natació de 2014, Frédérick Bousquet, lesionat, és consultor de Roxana Maracineanu, Alexandre Boyon i Nelson Monfort. Per a la següent gran competició, als Campionats del Món de Kazan del 2015, el grup France Télévisions, que vol reformar el duet Philippe Lucas i Laure Manaudou, no renova el contracte de Maracineanu.
El 2009 va rebre el premi Sports Commentator, atorgat per l'Associació d'escriptors esportius. Premia "un periodista, professional i comentarista audiovisual, amb els coneixements i el judici apreciats que, en les seves intervencions sobre l'esport, s'expressaran amb la preocupació constant de respectar les regles de la llengua francesa".

### Candidata a la FFN
Amb la dimissió de Lionel Horter, deixant el càrrec de a director tècnic nacional, la Federació Francesa de Natació fa una crida a la qual ella respon. El 2015, és, amb Jacques Favre i Philippe Hellard, entre els tres últims candidats d'una llista establerta pel Ministeri d'Esports. El càrrec finalment és adjudicat a Jacques Favre.

### Voluntariat
Participa en el programa "Menja bé, està ben jugat!" llançat el 2005 per la Sports Sports Foundation. També està involucrada en la producció de vídeos dirigits a joves esportistes per ensenyar-los els fonaments bàsics d'una dieta adaptada a l'esforç físic, com a part d'un programa de la Sports Foundation sensibilitzant els nens de la importància de l'esport i l'activitat física.

## Carrera política

### Consellera regional
Candidata a la llista del Partit Socialista, va ser elegida al consell regional de l'illa de França el 21 de març de 2010 i va formar part de la comissió d'esports i lleure. El seu mandat finalitza amb la renovació del Consell Regional el 13 de desembre de 2015.

### Ministra d'Esports
Després de nombrosos ofegaments de nens, Édouard Philippe, primer ministre, li va demanar al juliol del 2018 que acompanyés una missió interministerial (Educació i Esports) encarregada de pensar maneres de millorar significativament els resultats de l'entrenament de natació a França a les escoles primàries.
El 4 de setembre de 2018, Roxana Maracineanu va ser nomenada ministra delegada d'esports al govern de Philippe, en substitució de Laura Flessel-Colovic. Manté el càrrec en el Govern Jean Castex (6 de juliol de 2020).

## Premis
- Ordre Nacional del Mèrit (França)
- Legió d'Honor (França)
- Premi Comentarista Esportiu 2009